# Nick Lim
Nick Lim (22 juli 1998) is een Nederlands voetballer die als centrale verdediger speelt. Hij stroomde in 2016 door vanuit de jeugd van FC Utrecht.

## Clubcarrière
Lim is afkomstig uit de jeugdopleiding van FC Utrecht. Op 5 augustus 2016 debuteerde hij voor Jong FC Utrecht in de Eerste divisie tegen NAC Breda. Hij viel na 64 minuten in voor Rick van der Meer. De club uit Breda won de openingswedstrijd van het seizoen 2016/17 met 4–1 na treffers van Jeff Stans, Cyriel Dessers, Bodi Brusselers en Gianluca Nijholt. Jong Utrecht scoorde tegen via Rodney Antwi.

## Statistieken
| Seizoen         | Club            | Competitie      | Competitie | Competitie | Beker | Beker | Internationaal | Internationaal | Totaal | Totaal |
| Seizoen         | Club            | Competitie      | Wed.       | Dlp.       | Wed.  | Dlp.  | Wed.           | Dlp.           | Wed.   | Dlp.   |
| --------------- | --------------- | --------------- | ---------- | ---------- | ----- | ----- | -------------- | -------------- | ------ | ------ |
| 2016/17         | Jong FC Utrecht | Eerste divisie  | 1          | 0          | 0     | 0     | -              | -              | 1      | 0      |
| 2017/18         | Jong FC Utrecht | Eerste divisie  | 2          | 0          | 0     | 0     | -              | -              | 2      | 0      |
| 2018/19         | Jong FC Utrecht | Eerste divisie  | 0          | 0          | 0     | 0     | -              | -              | 0      | 0      |
| Club totaal     | Club totaal     | Club totaal     | 3          | 0          | 0     | 0     | 0              | 0              | 3      | 0      |
| Carrière totaal | Carrière totaal | Carrière totaal | 3          | 0          | 0     | 0     | 0              | 0              | 3      | 0      |

Bijgewerkt tot 30 april 2018